# Lietuvos rytas (journal)
Pour les articles homonymes, voir Lietuvos rytas.
Lietuvos Rytas (Le Matin de Lituanie) est un quotidien lituanien, imprimé à Vilnius. C'est le titre de la « presse de qualité », par opposition aux tabloïdes, le plus important du pays ; son principal concurrent est le quotidien Respublika.
Le journal est le sponsor du club de basket-ball homonyme Lietuvos Rytas.